# ソーロンバイ・ジェーンベコフ
ソーロンバイ・シャリポヴィッチ・ジェーンベコフ（Sooronbay Sharipovich Jeenbekov、キルギス語: Сооронбай Шарипович (Шарип уулу) Жээнбеков, Sooronbay Şaripoviç (Şarip uulu) Jéénbekov; [soːrɔnˈbɑj ʃɑˈripɐvit͡ʃ d͡ʒeːnˈbɛkəf]、1958年11月16日 - ）は、キルギスの政治家。2017年より同国大統領を務めた（第5代）が、2020年議会選挙の不正に端を発する反政府デモで退陣を余儀なくされた。それ以前の2016年4月から2017年8月にかけては、キルギスの首相を務めた。氏名はソオロンバイ・ジェエンベコフとも表記される。

## 生い立ちと教育

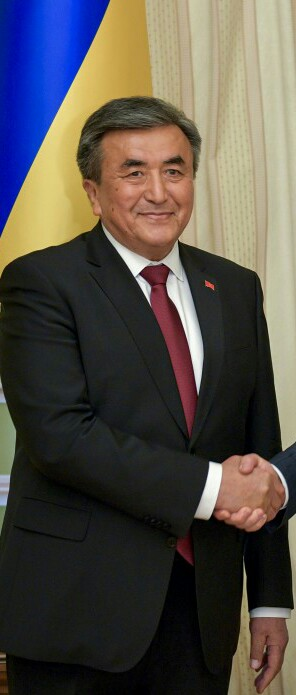
ズスプベク・シャリポフ

ジェーンベコフは、オシ州ビイ＝ミルザで、集団農場の管理者と主婦の間に生まれた。弟アシルベク・ジェーンベコフも政治家であり、別の弟ズスプベク・シャリポフ (Zhusupbek Sharipov) は、駐ウクライナ大使である。ジェーンベコフには、9人のきょうだいがいた。ジェーンベコフはキルギス農業アカデミー (Kyrgyz Academy of Agriculture) に学び、動物工学 (zoological engineering) の学位を得て卒業した。その後さらに会計学を学び、2003年にキルギス国立農業大学を卒業した。

## 経歴

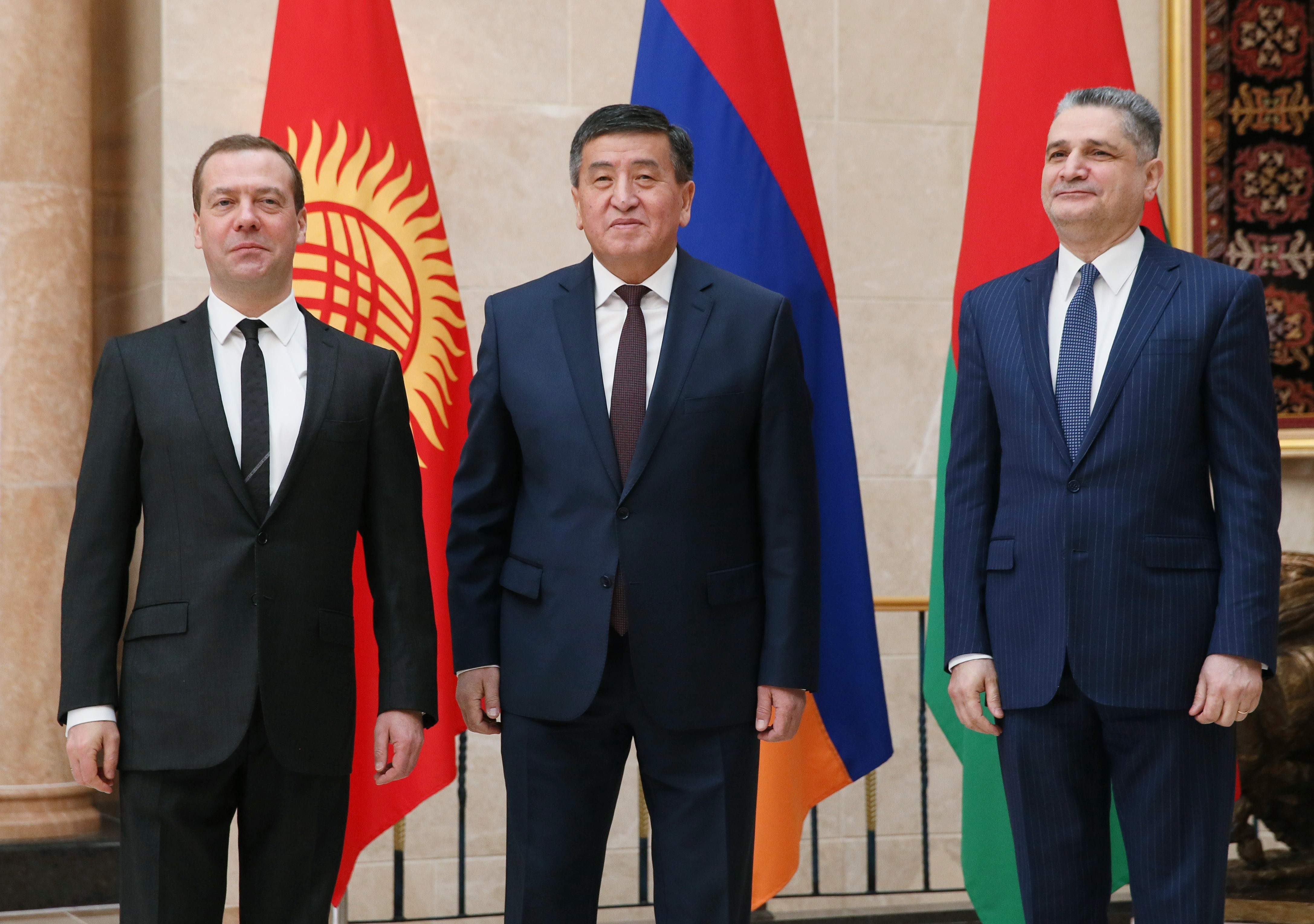
2017年3月7日、ビシュケクで開催されたユーラシア政府間協議会における、当時首相だったジェーンベコフと、ドミートリー・メドヴェージェフ（ロシア連邦首相）、チグラン・サルキシャン（ユーラシア経済連合委員長）。

ジェーンベコフは、18歳でウズゲン地区のレーニン学校の教員となり、ロシア語と文学を教えた。1983年には、オシ州のソビエト地区にあったソビエト農場で畜産担当の主任となり、5年間ほど働いた。1988年11月、オシ州ソビエト地区のキルギスタン共産党の地区委員会に入り、指導員としての地位を得た。数年後、彼は党委員会の役員になった。
政界入りした後、ジェーンベコフは1993年にカラ・クルジャ地区のカシュカ＝ゾル (Kashka-Zhol) 集団農場の委員長に選出された。1995年には、人民代表者会議の議員代理となった。2007年、ジェーンベコフは農業・水資源・食品加工担当大臣となった。2010年にはオシ州知事となり、2015年には国家人事院長官に任命された。2016年3月、大統領府副長官に任命され、次いで首相に任命された。

## 2017年キルギス大統領選挙
ジェーンベコフは、2017年キルギス大統領選挙の正式な候補者として指名され、2017年8月21日に首相を辞任した。このとき彼は、「自分は他の大統領候補者と対等な立場でありたい」と述べた"。
選挙は、2017年10月15日に実施された。キルギスの中央選挙管理委員会は、総計170万票近くが投じられ、ジェーンベコフが 54.74%を獲得したと発表した。ジェーンベコフの選出は、キルギスの大統領選挙において、初めて民主主義的に権限の移譲が行われたことを意味していた。アザイ・グリエフは、この選挙が、キルギスの歴史上数少ない平和のうちに実施された選挙であったと述べた。

## 大統領
ジェーンベコフの大統領就任式典は、2017年11月24日にアラ・アルチャ官邸の接見室エネサイ (Enesay) でおこなわれた。就任後最初の外遊は、ロシアへ赴き、 ウラジーミル・プーチンと会見した。就任後間もないうちから、ジェーンベコフは野党の政治家やジャーナリストたちを抑圧し、民主主義を危うくしていると非難を浴びるようになった。2018年4月19日、ジェーンベコフは議会の内閣不信任決議を受けて、サパル・イサコフ首相以下、内閣を解任した。

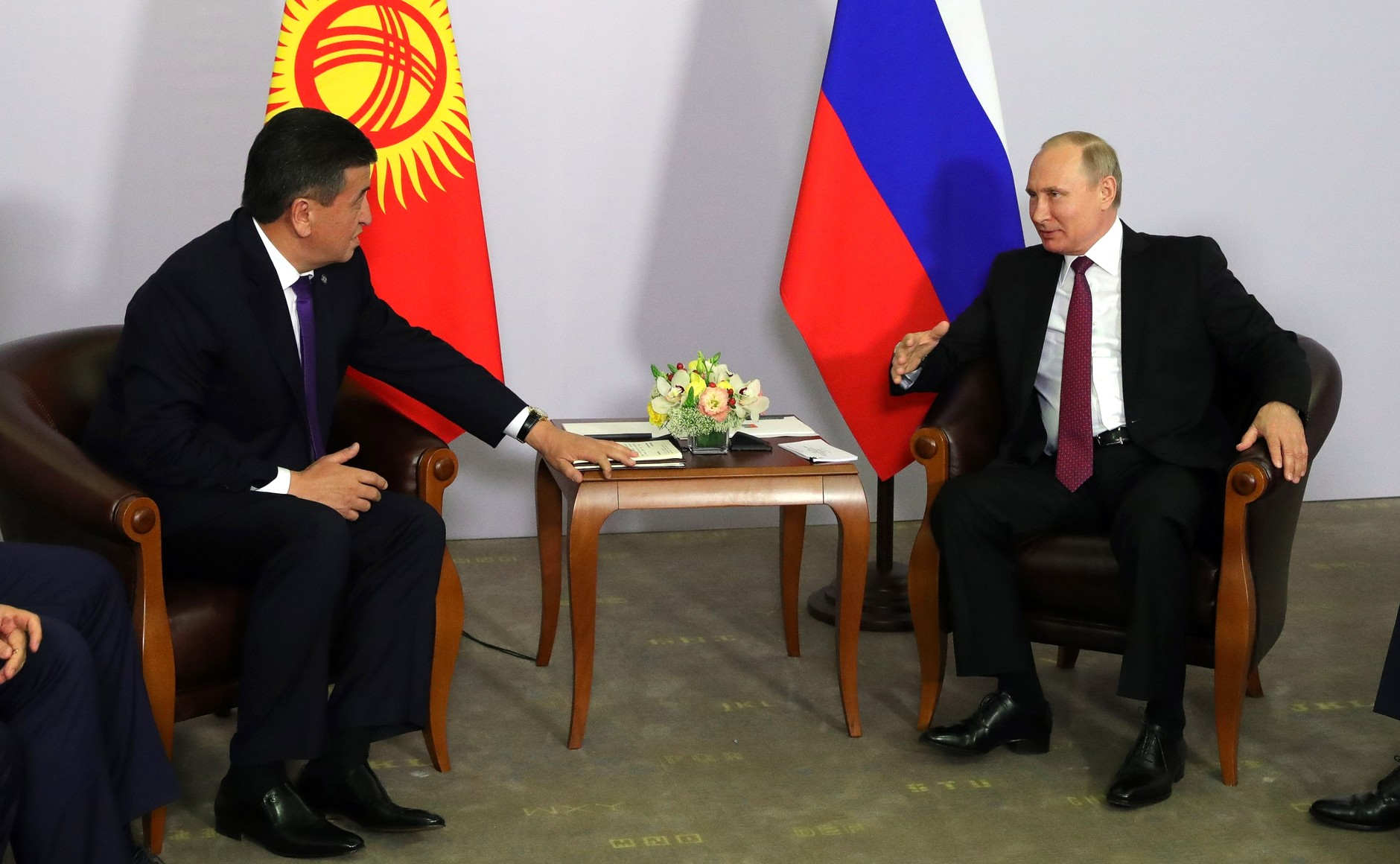
ロシア連邦大統領 ウラジーミル・プーチン（右）と、ロシアのソチで会見したジェーンベコフ。

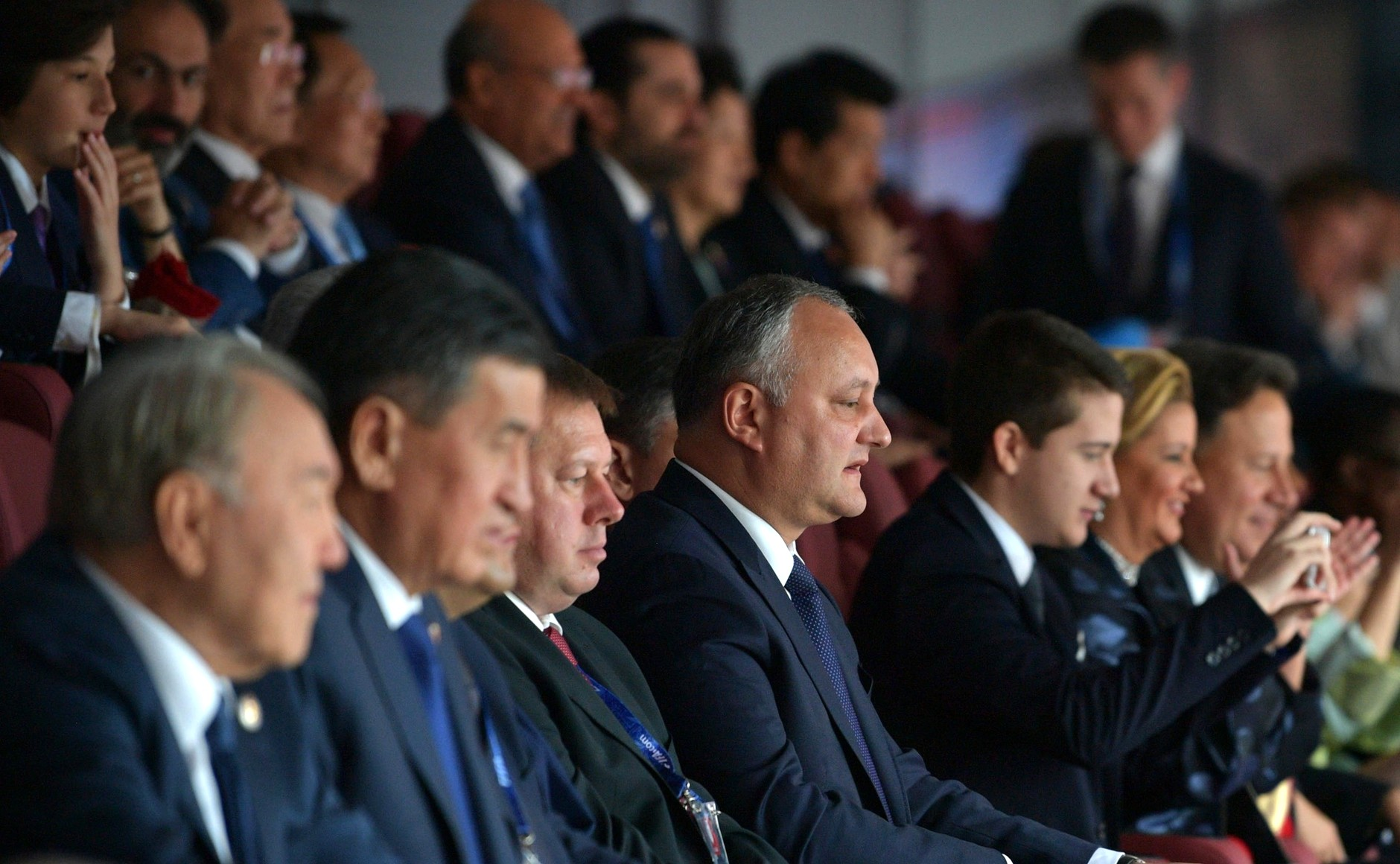
2018 FIFAワールドカップ・ロシア大会で、ヌルスルタン・ナザルバエフ（カザフスタン共和国大統領）（手前左）とともに観戦するジェーンベコフ（左から2人目）。

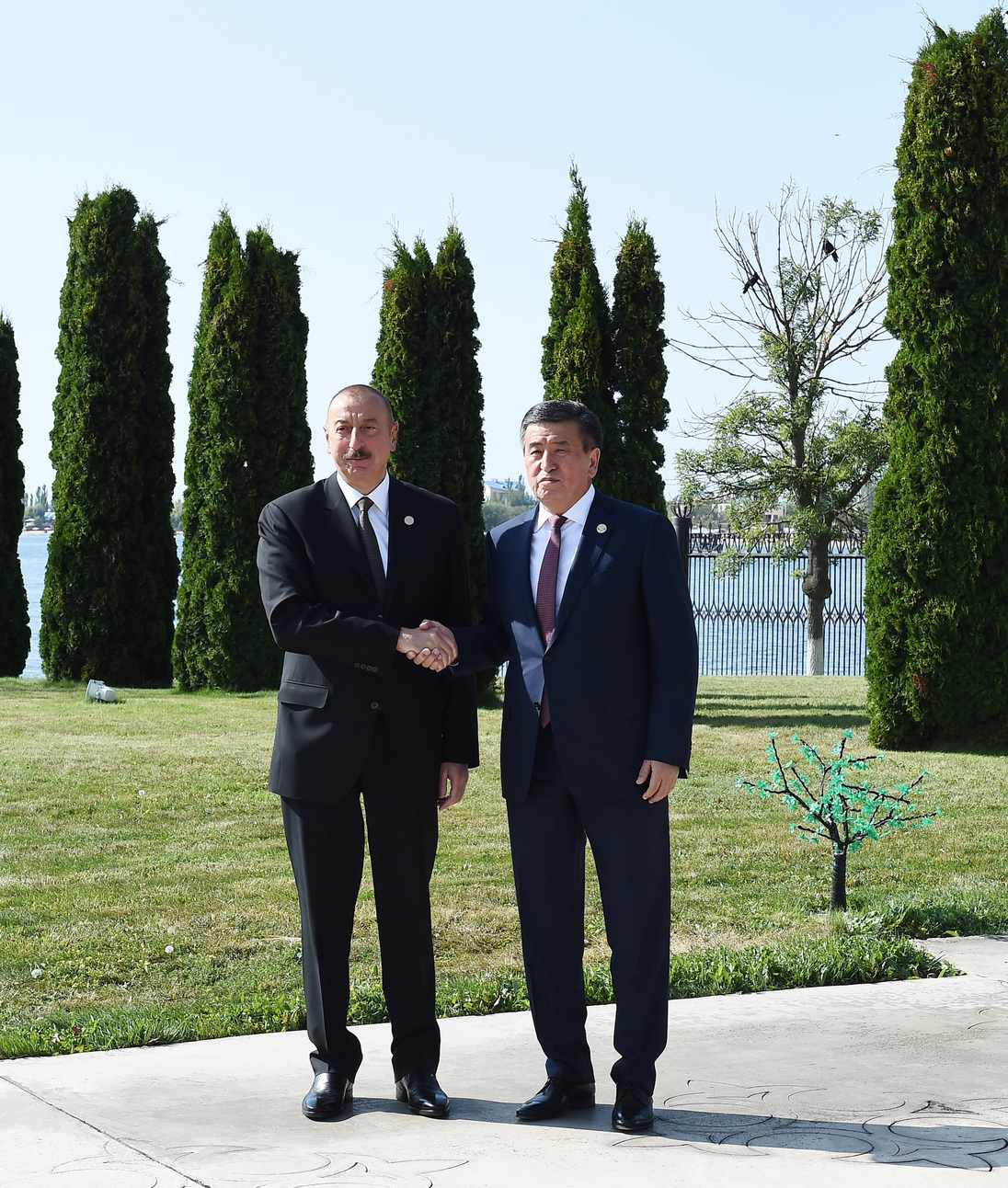
Jeenbekov with イルハム・アリエフ（アゼルバイジャン共和国大統領）（左）とジェーンベコフ。

2018年5月の記者会見で、ジェーンベコフは、キルギスで台頭しつつある部族主義に対抗するとして、「この社会に「南北問題」を持ち込もうとする勢力に対して、あらゆる手段で戦う」と述べた。
2018年9月上旬には、ビシュケクを訪問していたトルコの大統領レジェップ・タイイップ・エルドアンとともに、中央アジア最大規模のモスクであるイマーム・サラクシ中央モスク (Central Mosque of Imam Sarakhsi) の開場式をおこなった。エルドアンは滞在中、ジェーンベコフに対して、トルコのイスラム教指導者フェトフッラー・ギュレンに対して適切な対処をするよう圧力をかけた。
2018年9月3日、ジェーンベコフは、キルギスがホスト国となる最初の大規模な国際的イベントとなった2018年のワールド・ノマド・ゲームズを開会した。翌日、ハンガリーの首相オルバーン・ヴィクトルをチョルパン＝アタ官邸に迎えたジェーンベコフは、ハンガリーの指導者として最初に、独立後のキルギスを訪問したことに謝意を表した。
2020年10月4日に執行された総選挙では親ジェーンベコフ派の政党で大半を占め、選挙では不正投票が指摘されたことから選挙の白紙撤回を要求するデモが勃発した（2020年キルギス反政府運動）。選挙管理委員会は10月6日に選挙結果を無効としたものの、野党勢力はジェーンベコフの退陣を求め反政府デモを続行、議会議事堂や政府庁舎を占拠し政権奪取を宣言した。9日にジェーンベコフは法的な秩序が復活すれば辞任すると表明し、ボロノフ首相の辞意を承認し全閣僚を含めた解任命令に署名したものの、野党勢力は内部分裂しており、10日にはアルマズベク・バトゥルベコフ第一副首相を首相代行に指名した一方、議会はサディル・ジャパロフ首相代行を満場一致で新首相に選出したとしており、混乱が拡大した。14日にようやくジャパロフの首相就任を認め、15日に大統領辞任を表明した。翌16日に議会に承認され正式に退任。